# ロジェ・ディオン
ロジェ・ディオン（Roger Dion）は、フランスの地理学者であり歴史学者でもある。1896年10月28日にアンドル県アルジャントン・スュル・クルーズで生まれ、1981年9月19日に、オー・ド・セーヌ県ヌイィ・スュル・セーヌに没す。

## 略歴
ロジェ・ディオンは、1896年10月28日にアンドル県アルジャントン・スュル・クルーズに生まれる。
1913年から1915年にかけて高等師範学校の受験のため、リセ・ルイ・ル・グランで学ぶ。1916年に徴兵に動員されるが、1919年に高等師範学校に入学。1921年にアグレガシオン（高等教員資格）を取得。
1934年に、ロワール渓谷に関する論文で博士号を取得。その後、リール大学 (ノール県) に着任し、1945年にはソルボンヌ大学に着任する。1948年にコレージュ・ド・フランスの教授に選任され、1968年まで20年にわたって歴史地理学の講座を受け持った。
1981年9月19日に84歳でオー・ド・セーヌ県ヌイィ・スュル・セーヌに没した。

## 主要著作

### 書籍
- Le Val de Loire. Étude de géographie régionale, Tours, Arrault, 1933, 752 p.
- Essai sur la formation du paysage rural français, Tours, Arrault, 1934, 162 p. (réédition, Paris, Flammarion, 1991).
- La part de la géographie et celle de l'histoire dans l'explication de l'habitat rural du Bassin parisien, 1946
- Les frontières de la France, Paris, Hachette, 1947, 112 p. (réédition, Brionne (Eure), Gérard Montfort, 1979).
- Histoire de la vigne et du vin en France : des origines au XIXesiècle, Paris, Clavreuil, 1959, 770 p. (réédition, Paris, Flammarion, 1991 - réédition, Paris, CNRS, 2010). 邦訳『フランスワイン文化史全書 ぶどう畑とワインの歴史』（国書刊行会、2001年）
- Histoire des levées de la Loire, Paris, 1961, 312 p.     Aspects politiques de la géographie antique, Paris, 1977.
- Le paysage et la vigne. Essais de géographie historique, Paris, Payot, 1990, 296 p. 邦訳『ワインと風土 歴史地理学的考察』（人文書院、1997年）

### 論文
- « Géographie argentonnaise », in Argenton et son histoire, n° 14, 1997, Cercle d'histoire d'Argenton, Argenton-sur-Creuse

## 参照
- ロジェ・ディオン著、福田育弘・三宅京子・小倉博行訳『フランスワイン文化史全書 ぶどう畑とワインの歴史』（国書刊行会、2001年）619-630頁「解説」